# Johann Georg von Langen

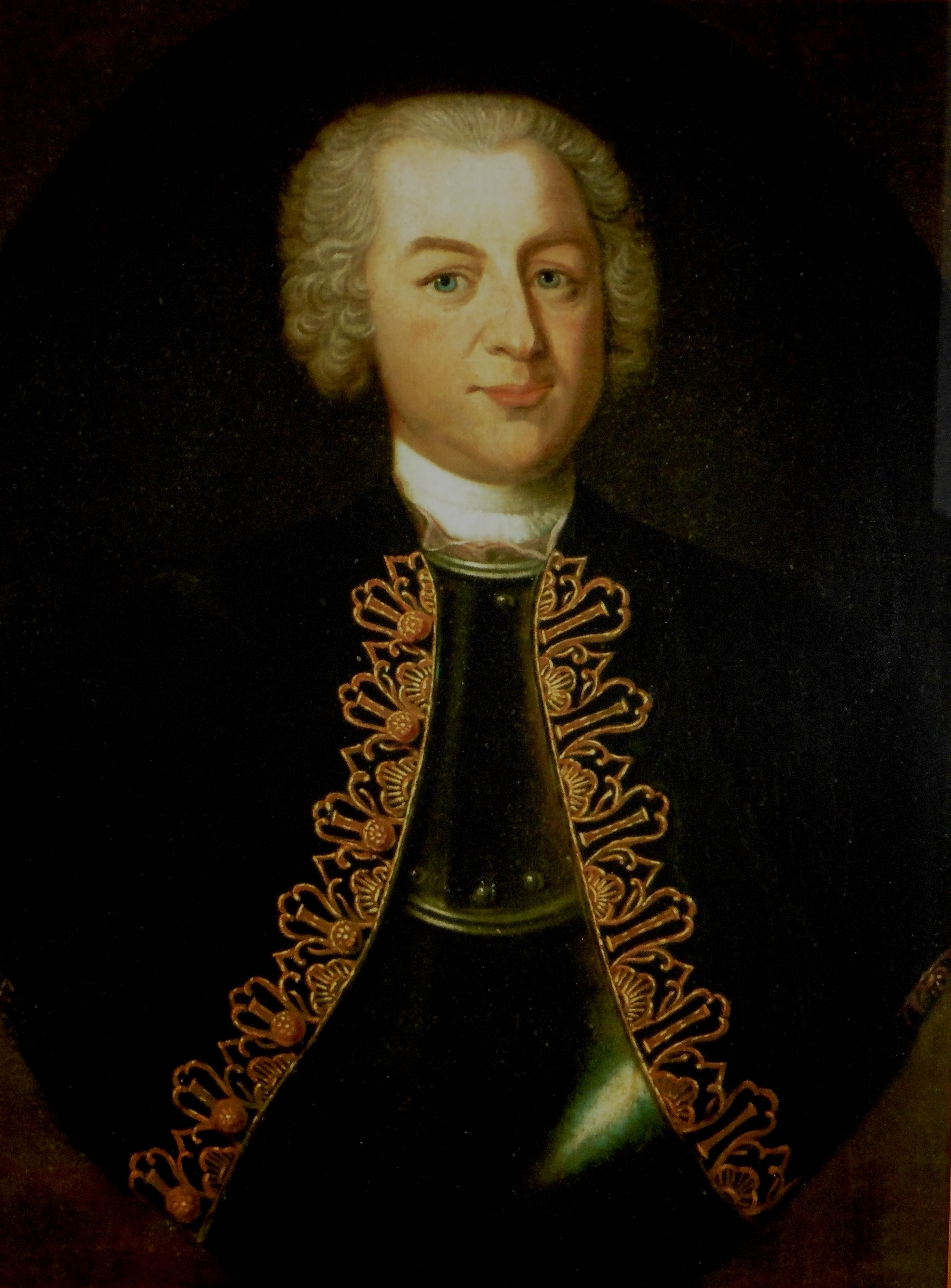
Portret (1750) van Johann Georg von Langen, door een onbekende portretschilder

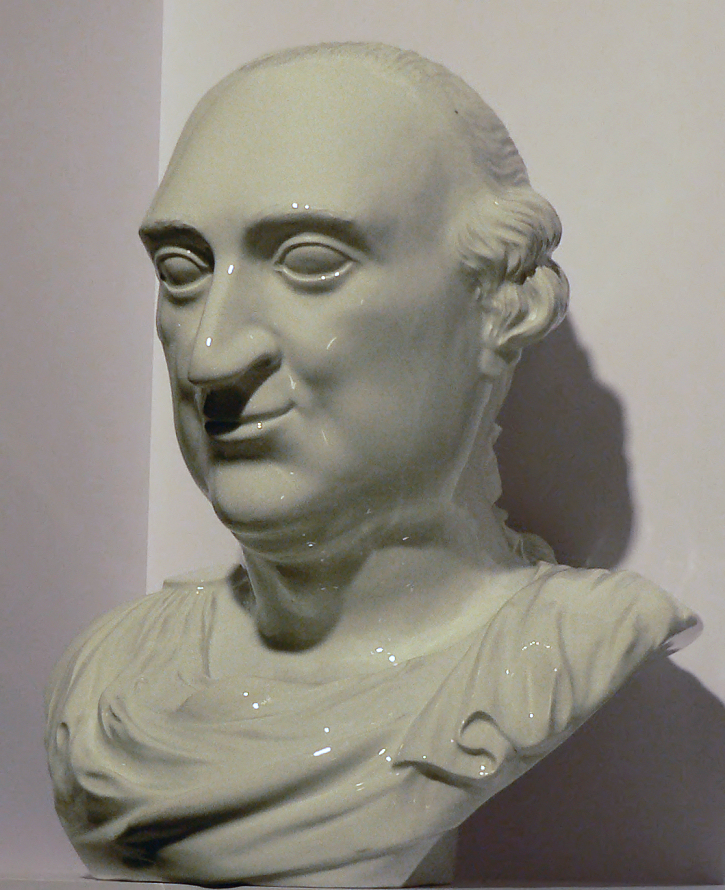
Borstbeeld (1760) van porselein

Johann Georg von Langen  (* 22 maart 1699 te Oberstadt in Thüringen; †  25 mei 1776 in Jægersborg bij Kopenhagen, Denemarken), was een pionier op het gebied van de bosbouw en oprichter van een belangrijke porseleinfabriek.

## Herkomst

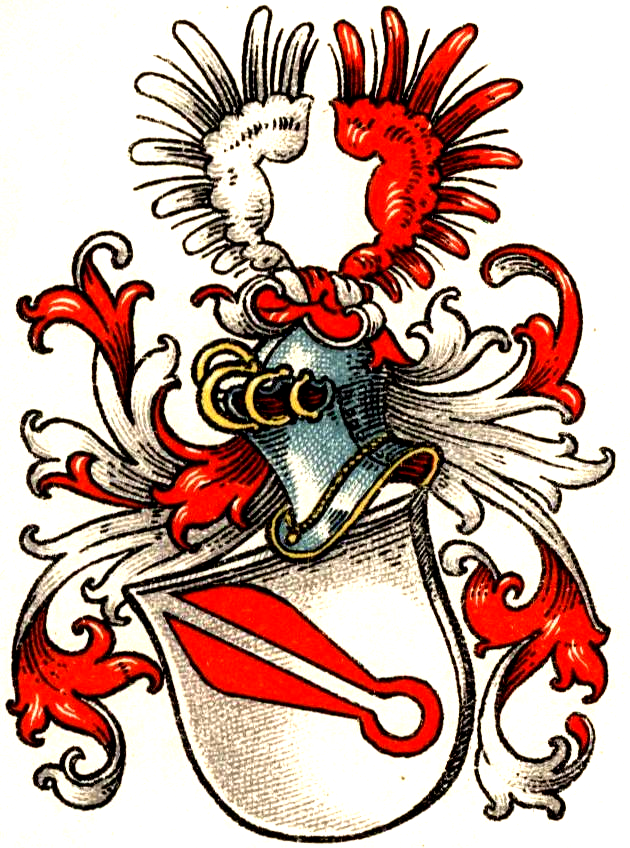
Familiewapen van het geslacht Von Langen

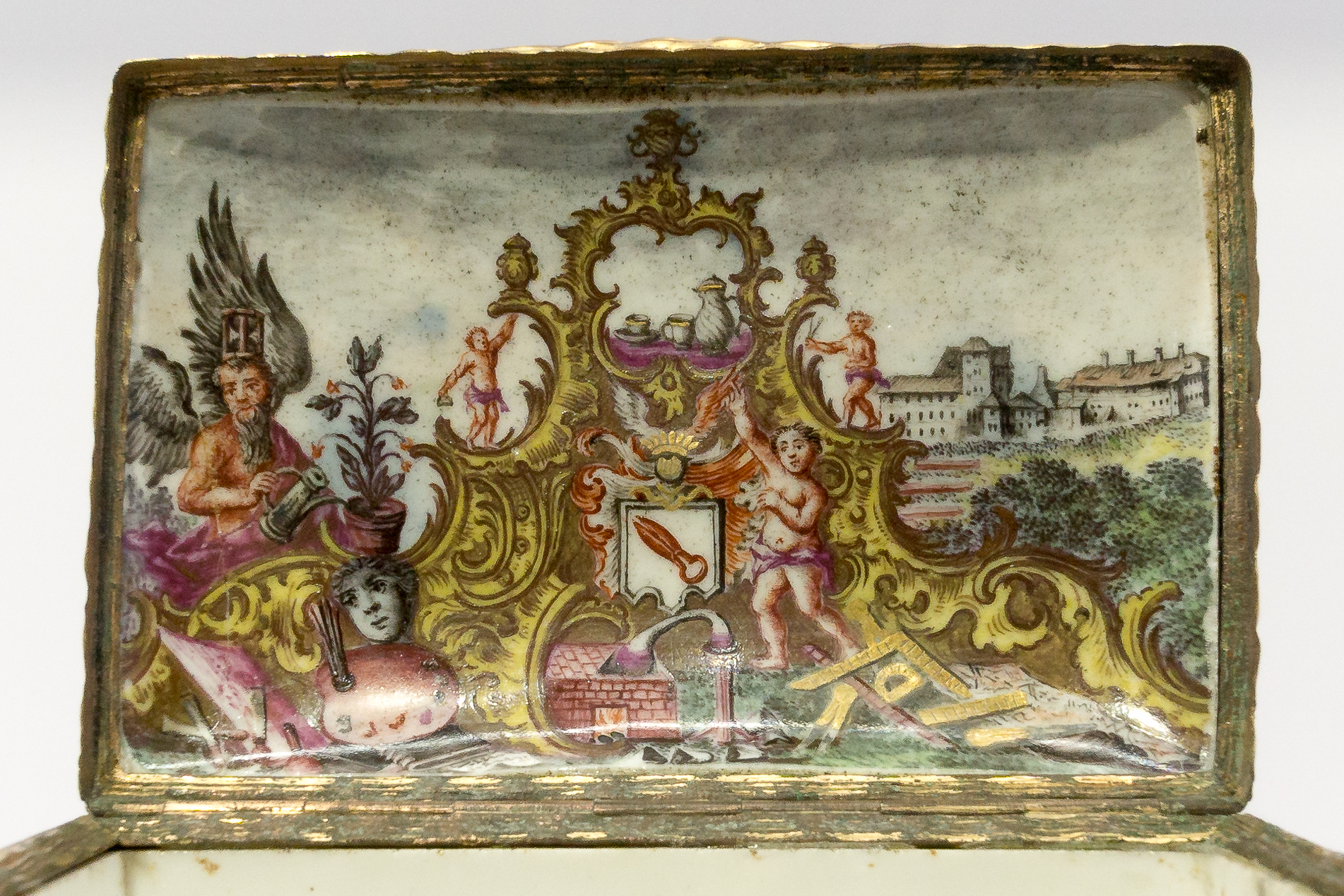
Snuifdoos van J.G. von Langen. Rechts is de in 1747 door hem opgerichte porseleinfabriek te zien.

Hij behoorde tot een van de twee oude, Noord-Duitse adellijke geslachten Von Langen, en wel dat met de schapenscheer-schaar in het familiewapen. Dit rond het jaar 1000 voor het eerst schriftelijk vermelde geslacht stamt oorspronkelijk uit Oberlangen in de huidige Samtgemeinde Lathen. Het had in de 13e- 15e eeuw in o.a.  het Eemsland vazallen voor het Prinsbisdom Münster voortgebracht.
Johanns overgrootvader, Humpert (overleden 1614; geboortedatum onbekend) was een belangrijk hoveling geweest in het Keurvorstendom Saksen en had in die hoedanigheid als landvoogd van het Graafschap Henneberg bezittingen (o.a. in 1606 het kasteel van Oberstadt) verworven, maar was enigszins verarmd door een investering in een mislukt steenkoolmijnbouwproject. Steenkool werd in de 16e eeuw als brandstof nog weinig toegepast. 
Johanns vader was kasteelheer te Oberstadt, en zijn moeder was hofdame van de hertogin van Saksen-Meiningen.

## Levensloop
Johann Georg von Langen werd geboren op 22 maart 1699 op kasteel Oberstadt in Thüringen. In zijn jeugd was hij page aan het hertogelijk hof. Na de dood van de hertogin werd hij jachtpage aan het hof van de broer van de hertogin, hertog Lodewijk Rudolf van Brunswijk-Wolfenbüttel te Blankenburg (Harz). Om zijn kennis van alle aspecten van de jacht te vergroten, maakte hij met toestemming van de hertog van 1719-1721 een lange studiereis naar o.a. Wenen. Na terugkeer werd hem de taak toebedeeld, de bossen van de Harz te inventariseren. In 1737 kreeg hij door bemiddeling van de graaf van Wernigerode in de Harz, Christian Ernst zu Stolberg-Wernigerode, van koning Christiaan VI van Denemarken en Noorwegen de opdracht, om in die landen de bos- en mijnbouw te hervormen. De meeste bossen in Scandinavië waren toen nog min of meer ongerept, afgezien van ongereguleerde houtkap en veehouderij. Von Langen werkte vanuit Kongsberg. Na moeilijkheden met o.a. de plaatselijke bevolking keerde hij in 1742 naar de Harz terug. In 1743 liet hij  in een veengebied nabij de Brocken de eerste grote turfstekerijen aanleggen, en in 1747 liet hij bij Braunlage de eerste aardappelvelden in de Harz aanleggen.
In januari 1747 belastte hertog Karel I van Brunswijk-Wolfenbüttel hem met de opdracht, nabij het aan hem toebehorende kasteel in Fürstenberg (Weser) in het Vorstendom Brunswijk-Wolfenbüttel, een porseleinfabriek op te richten. In de nabijheid kwam de hiervoor benodigde grondstof kaolien voor, en in de omliggende bossen was hout voor de ovens in overvloed beschikbaar.  Pas in 1753 wist hij, door een deskundig personeelslid van een concurrent uit Frankfurt am Main voor veel geld over te halen, naar Fürstenberg te komen, echt porselein te maken. Met zijn latere opvolger, Bernhard August Trabert, die er vanaf 1756 de administratie voerde, kreeg Von Langen ruzie, en in 1763 trok Von Langen zich uit de porseleinfabriek terug.
Hij keerde terug naar Denemarken, richtte voor koning Christiaan VII productiebossen in op het eiland  Sjælland. Ook richtte hij in Denemarken een hogere bosbouwschool op, waar hij zelf als docent optrad. Von Langen overleed, na in zijn laatste levensjaren geestesziek te zijn geworden, op 25 mei 1776 in Jægersborg bij Kopenhagen.

## Werk

### Bosbouw
Von Langen geldt als spilfiguur in de geschiedenis van de ontwikkeling van de bosbouw in Duitsland en Scandinavië. In de bosbouw voerde hij het principe van rechthoekige, d.m.v. dienstwegen (Forstwege) goed toegankelijke bospercelen in. Hij selecteerde boomsoorten op economische bruikbaarheid: de massale aanplant van sparren in veel door de Dertigjarige Oorlog (1618-1648) en door illegale houtkap kaalgeslagen bossen in met name de middelgebergten van Duitsland gaat op Von Langen en op zijn in 1755 hierover geschreven verhandeling terug. Toch zag hij ook de noodzaak van gemengd bos in. Hij liet, waar mogelijk, het weiden van paarden, varkens en ander vee in de bossen (Hude: zie: Bosweide) verbieden. In met name Denemarken propageerde hij de massale aanplant van de, doorgaans na circa 130 jaar kaprijpe, gewone esdoorn of ahorn (Acer pseudoplatanus). Deze heeft in de Deense taal nog steeds de bijnaam: von Langens fodspor (von Langens voetspoor).
Hoewel hij bekritiseerd kan worden over de door hem ingevoerde bosbouwmethoden, die vaak zijn uitgelopen op ecologisch ongewenste monocultures, wordt hij in grote delen van Duitsland en Scandinavië als de belangrijkste pionier van de bosbouw in productiebossen beschouwd.

### Porselein

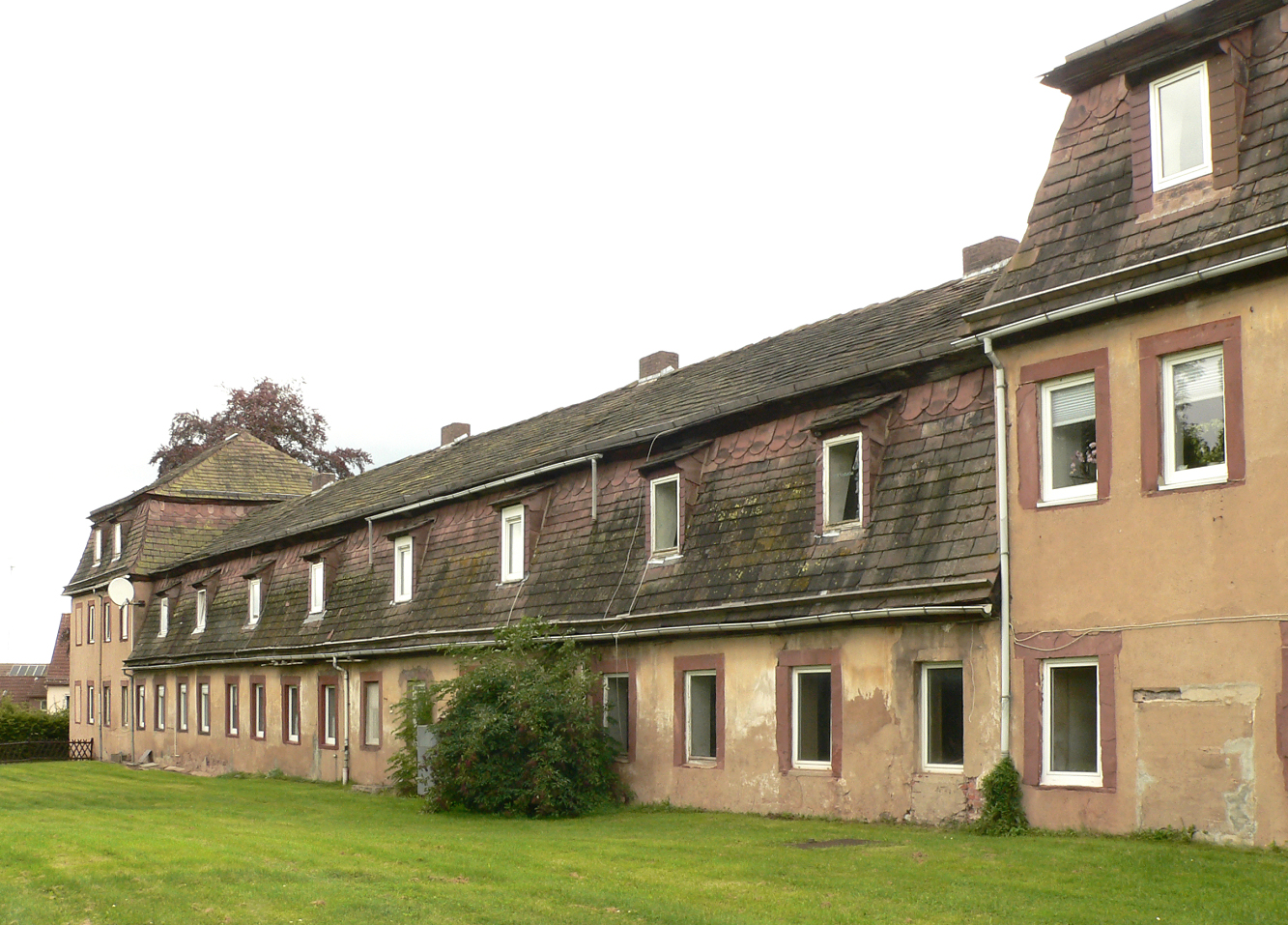
Lange Reihe, Fürstenberg (1754), personeelswoonwijk van de porseleinfabriek

Von Langen was de oprichter van de belangrijke porseleinfabriek te Fürstenberg (Weser). Ook was hij een typische persoonlijkheid van de Verlichting en het mercantilisme, die weinig delegeerde en een (soms te) gedreven manier van werken had, en daardoor ook wel eens moeilijkheden met collega's in het management kreeg. Von Langens werkopvatting hield ook in, dat hij zich niet alleen met de algemene ontwikkeling en de marketing van het product bezighield, maar ook met human resources management: een deel van het personeel, en van de kunstenaars, die de porseleinen producten moesten maken en beschilderen, selecteerde hij zelf; verder liet hij voor die tijd goede arbeiders- en andere personeelswoningen bouwen (die er nog altijd staan), en hij liet zelfs een zieken- en pensioenkas voor het personeel van de fabriek oprichten.

### Overig
Von Langen ontwierp een algemeen bestemmingsplan voor Holzminden, dat grotendeels werd uitgevoerd.
Over de toepassing van de aardappel, door hem Erdapfel genoemd, heeft Von Langen een wetenschappelijke verhandeling geschreven.
Ook heeft Von Langen rond 1750 een verhandeling geschreven over de verbetering van de papierindustrie. Tot dan toe werden lompen als de voornaamste grondstof beschouwd, maar daar was op veel plaatsen gebrek aan. Von Langen maakte een studie van de toepassing van cellulose uit het hout van naaldbomen als grondstof voor papier. 

## Gedenktekens, museum
In het glasmuseum te Boffzen, dat niet ver van Fürstenberg vandaan ligt,  is een afdeling aan Von Langen gewijd, met een permanente tentoonstelling over Von Langens leven  en werk.

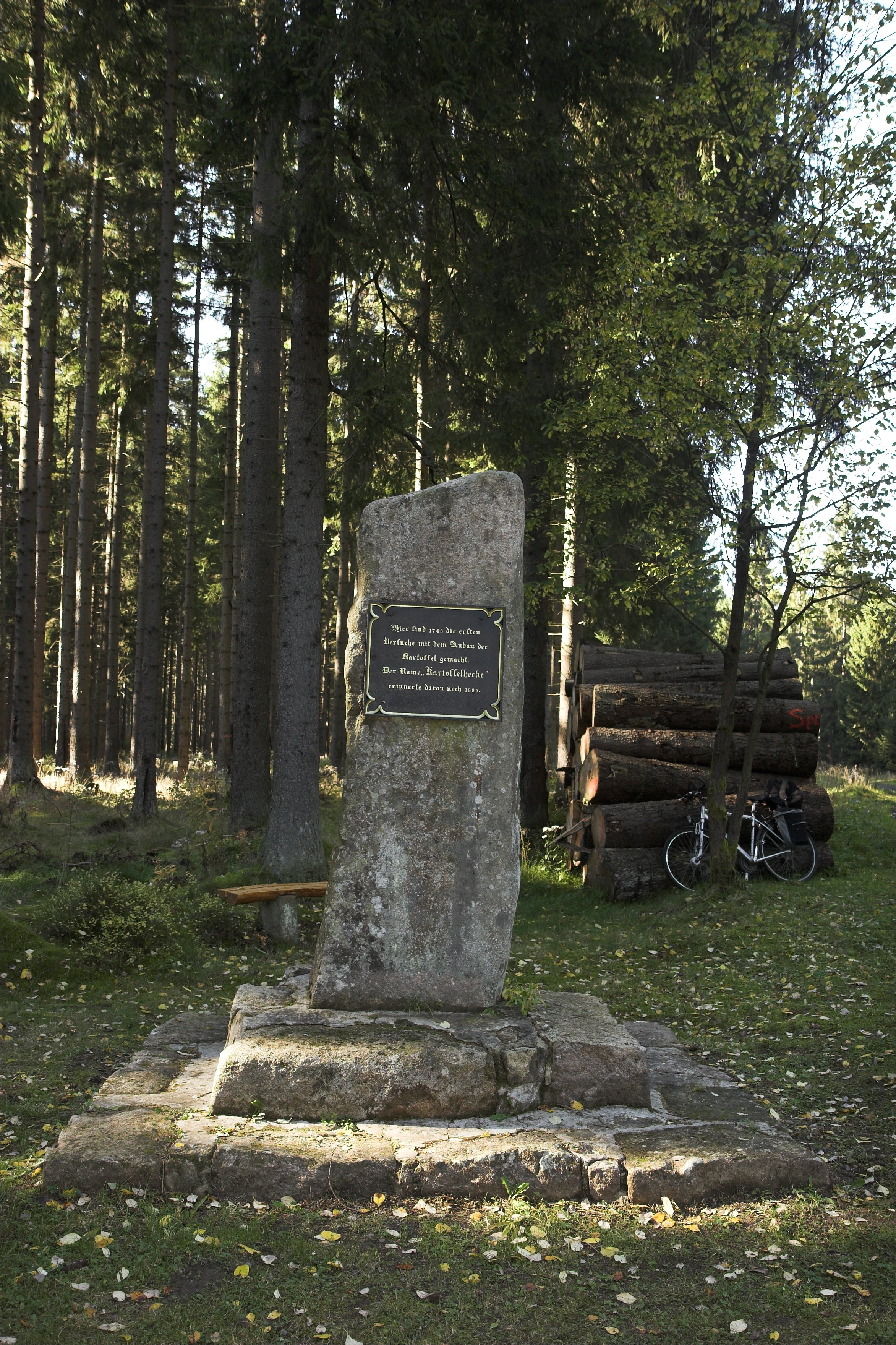
Aardappel-monument ten zuiden van Braunlage
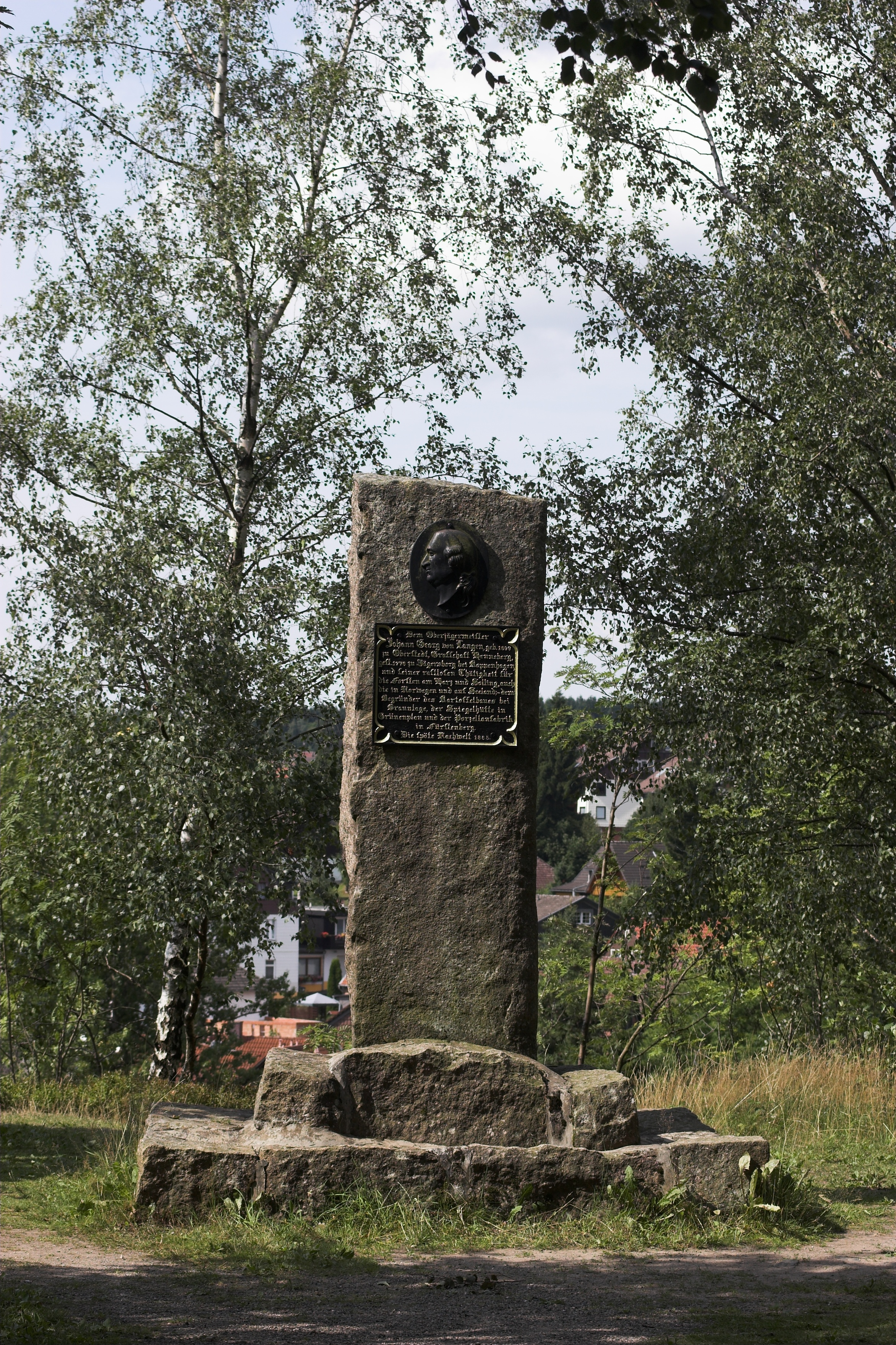
Von-Langen-monument in het kuurpark van Braunlage
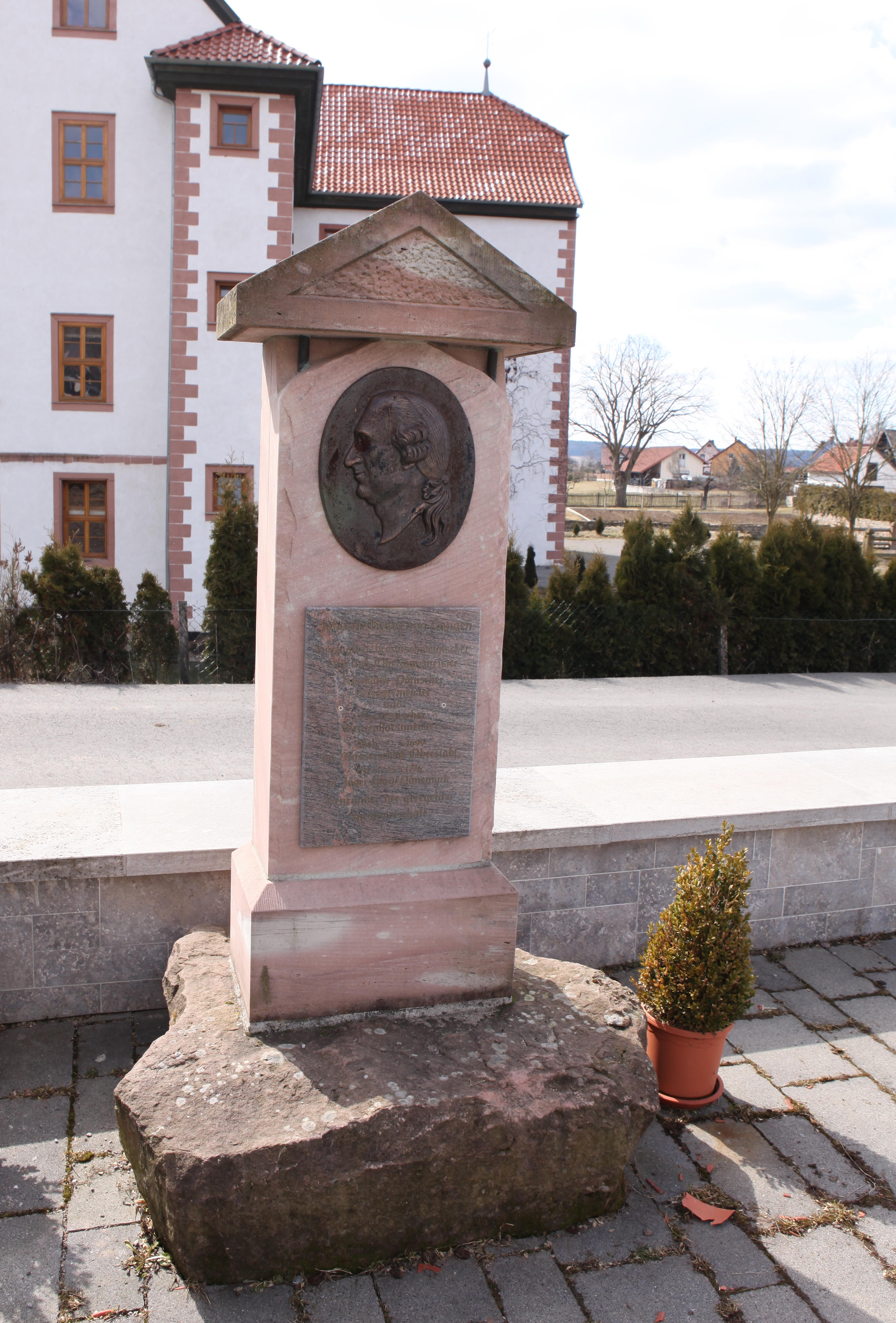
Monument in Oberstadt
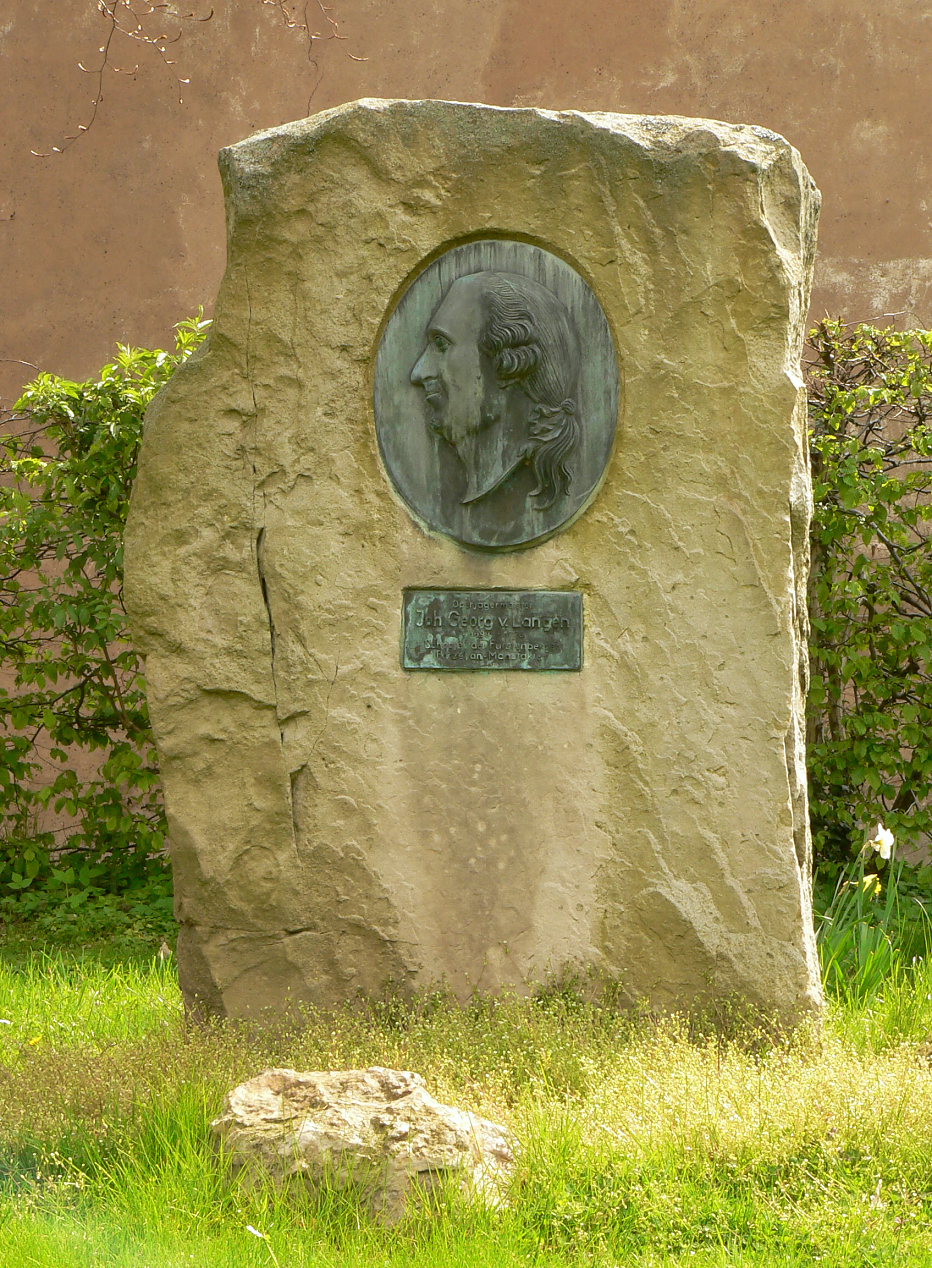
Monument in Fürstenberg (Weser)